# Chalcoscirtus hyperboreus
Chalcoscirtus hyperboreus es una especie de araña araneomorfa del género Chalcoscirtus, familia Salticidae. Fue descrita científicamente por Marusik en 1991.
Se distribuye por Rusia (Europa al extremo noreste). El cuerpo del macho mide aproximadamente 2,4-2,7 milímetros de longitud y el de la hembra 2,1-3,2 milímetros.